# توم إليس
توم إليس (بالإنجليزية: Tom Ellis)‏ هو سياسي بريطاني (وحمل سابقاً جنسية المملكة المتحدة لبريطانيا العظمى وأيرلندا)، ولد في 15 مارس 1924، وتوفي في 14 أبريل 2010. حزبياً، نشط في الديمقراطيون الليبراليون وحزب العمال.

## مناصب
- في الانتخابات العامة في المملكة المتحدة 1970، انتخب عضو البرلمان الخامس والأربعون للمملكة المتحدة عن دائرة ريكسهام (18 يونيو 1970 – 8 فبراير 1974).
- في الانتخابات العامة في المملكة المتحدة فبراير 1974 [الإنجليزية]‏، انتخب عضو البرلمان السادس والأربعون للمملكة المتحدة عن دائرة ريكسهام خلال فترته النيابية ‏ (28 فبراير 1974 – 20 سبتمبر 1974).
- في الانتخابات العامة في المملكة المتحدة أكتوبر 1974 [الإنجليزية]‏، انتخب عضو البرلمان السابع والأربعون للمملكة المتحدة عن دائرة ريكسهام خلال فترته النيابية ‏ (10 أكتوبر 1974 – 7 أبريل 1979).
- انتخب عضو البرلمان الثامن والأربعون للمملكة المتحدة عن دائرة ريكسهام خلال فترته النيابية ‏ (20 فبراير 1981 – 13 مايو 1983).
- في الانتخابات العامة للمملكة المتحدة 1979 [الإنجليزية]‏، انتخب عضو البرلمان الثامن والأربعون للمملكة المتحدة عن دائرة ريكسهام خلال فترته النيابية ‏ (3 مايو 1979 – 20 فبراير 1981).
- انتخب عضو في البرلمان الأوروبي.